# 말뛰기놀이
말뛰기놀이는 한국의 민속놀이의 하나로 제주도에서 주로 이루어진 놀이다.
제주도의 한림·귀덕·애월·김녕 등지에서는 옛날부터 풍신(風神)을 제사하는 연등행사(燃燈行事)가 있었다. 즉 2월 초하루부터 15일 사이에 장간(長竿)을 세우고 신을 즐겁게 하였으며, 이때에 말머리 같은 가면을 써서 말을 꾸미고 비단 안장을 채워 영등신을 모시고, 놀이터로 온 다음 놀이를 하게 되는데(躍馬戱), 매우 흥겹게 벌어진다. 이렇게 하면 연등을 제사한 것이 되어 바다에 나가도 재난을 당하는 일이 없고, 각 가정에서도 초복제화(招福除禍)할 수 있다고 믿었다.